# Ayah
Ayah (in alfabeto arabo: آية, traslitterato anche Aya) è un nome proprio di persona arabo femminile.

## Origine e diffusione
Riprende il termine arabo che significa "segno", "evidenza", usato anche per riferirsi ad un singolo verso o passaggio del Corano.

## Onomastico
È un nome adespota, cioè privo di santa patrona; l'onomastico può essere festeggiato il 1º novembre, per la ricorrenza di Ognissanti.

## Persone
- Ayah Bdeir, imprenditrice, inventrice e artista statunitense